# Пайол
Пайо́л, також пайо́ль (від фр. payol, італ. pagliolo), слань, рибина — знімний дерев'яний настил на дні судна в шлюпці або яхті, у великих суднах і кораблях — настил на деці вантажного трюму, румпельних та інших суднових і корабельних приміщень, на палубі судна (у старих суден до 1970-х років), на палубі провізійних комірчин.
Призначення пайола (рибини) в маломірних суднах (човнах, яхтах, катерах) — захищати днище від пошкоджень, рівномірно розподіляти навантаження і створювати рівну поверхню для зручності переміщення судном.
На шлюпках в рибині (пайолі) зроблені упори для ніг веслярів. У деяких вітрильних суднах на пайоле сидять члени команди при русі під вітрилом.
У вантажних суднах пайол використовується для захисту вантажу від намокання, а також для запобігання пошкодженню днища при падінні вантажу.
У великих суднах і кораблях пайол зараз застосовується рідко. Нині його можна зустріти в рефрижераторних трюмах. Пайол на деці вантажного трюму та інших суднових приміщень, як правило, знімний, він створений для того, щоб вантаж не був зіпсований конденсатом та іншими рідинами (іноді мастилом), які, збираючись під пайолом, не торкаються вантажу і вільно стікають у лляла трюмів.
Знімний або частково знімний пайол знімають після вивантаження вантажу для прибирання рідини і сміття.
У металевих суднах ту ж роль виконує знімний настил судна (англ. detachable ceiling).

## Рибинси
Рибинси (іноді рибини) — дерев'яні рейки або металеві профілі, що встановлюються у вантажних трюмах і твіндеках по шпангоутах рядами уздовж бортів і служать для запобігання пошкодженню як вантажу, так і бортів судна (обшивка трюмів і твіндеків). Рибинси частіше за все встановлюються горизонтально, але в кінцевих трюмах, де гострі обводи судна і розміри вантажних люків сприяють частим ударам вантажу по обшивці, доцільніше встановлювати вертикальні.